# Průběžná
Průběžná ulice v Praze se nachází v městské části Praha 10 ve čtvrti Strašnice. Spojuje ulice V Olšinách a Švehlovu.

## Popis

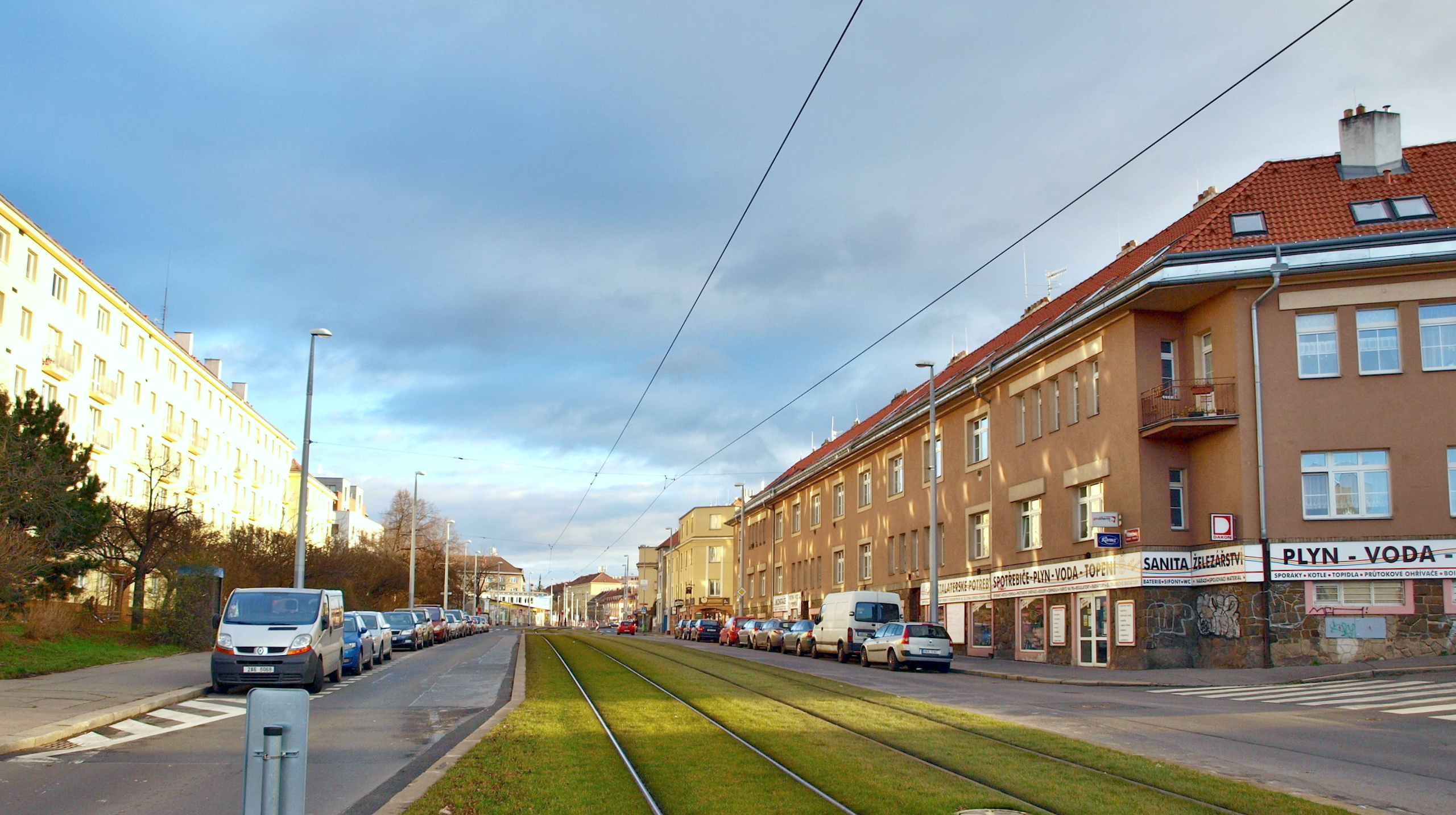
Střední část Průběžné ulice, od křižovatky s Petrovickou

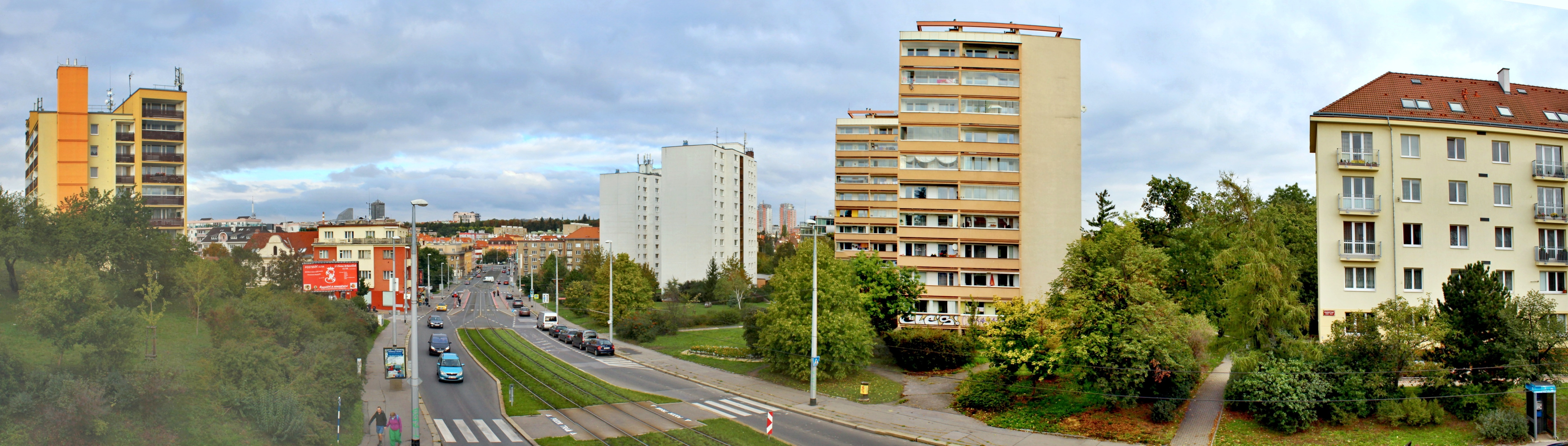
Střední a severní část Průběžné ulice

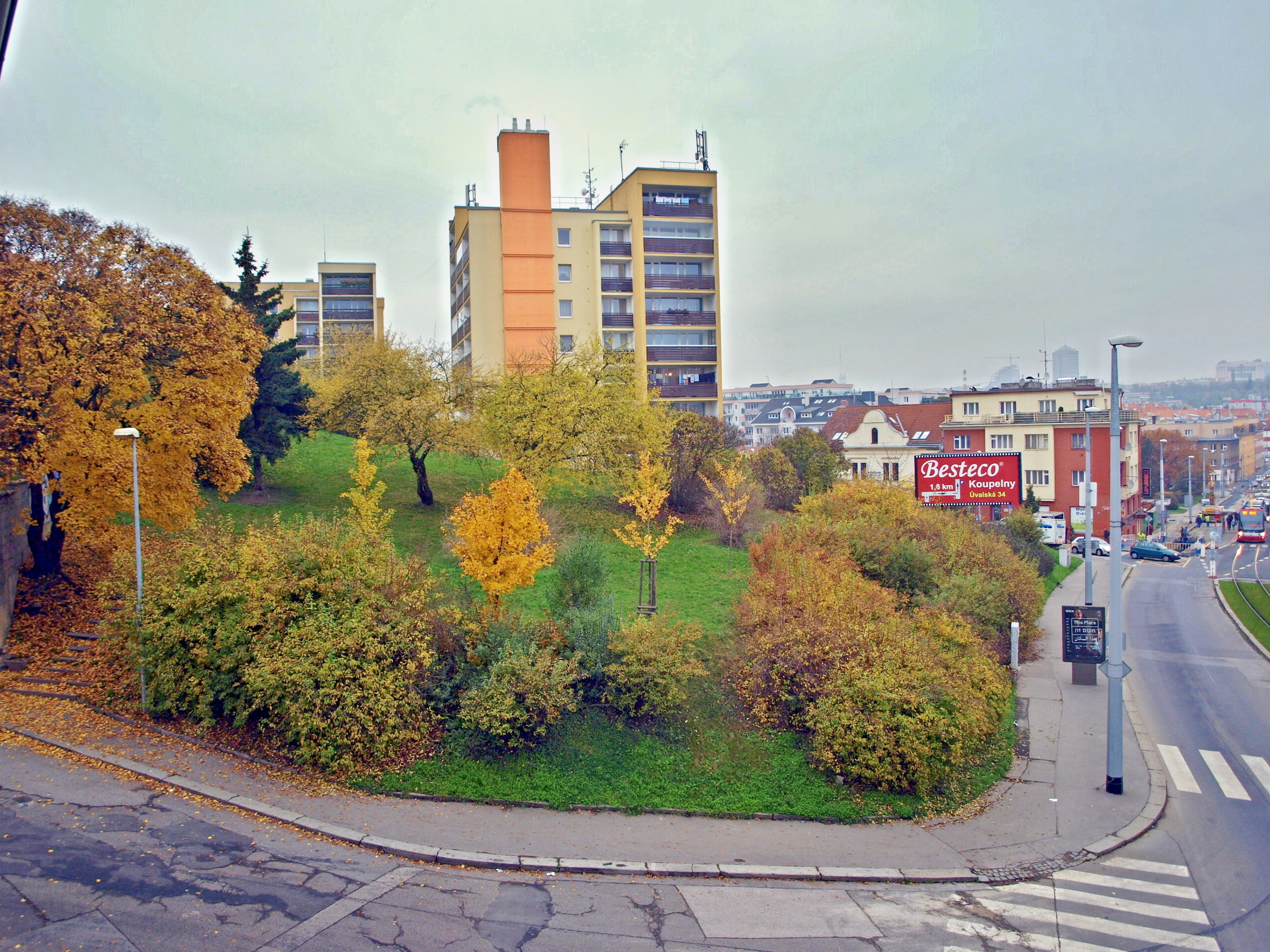
Průběžná ulice - návrší Altán

Na Průběžné ulici se nachází 91 adres s číslem popisným. V severní části navazující na křižovatku s ulicí V Olšinách až po křižovtku se Stračickou (přibližně polovina délky ulice) je většinou vyšší zástavba (starší činžovní domy a několik domů panelových). Zde ji křižuje ulice Na Hroudě se stejnojmennou zastávkou tramvají a autobusů, dále ulice Gutova s areálem volného času Gutovka při ZŠ Gutova.
V této části k Průběžné ulici na západní straně přiléhá nevelké návrší zvané Altán, ohraničený na severní straně ulicí Pod Altánem a na jižní straně vidlicí ulic Petrovická/Újezdská. Na téže straně ústí do Průběžné ještě ulice Čestlická a Nupacká a následuje světelná křižovatka V Korytech/Ke Strašnické, kde se nachází architektonicky zajímavý římskokatolický farní kostel Neposkvrněného početí Panny Marie a budova divadla Miriam.

## Doprava
Ulice Průběžná je důležitá komunikace automobilové dopravy spojující Strašnice se Záběhlicemi. Po celé délce ulice vede tramvajová trať, kde jsou vedeny linky č. 22, 26 a noční 91, 95, 97 a 99, jsou zde zastávky Na Hroudě, Staré Strašnice, Radošovická, Dubečská (na znamení) a zastávka Nádraží Zahradní Město s návazností na vlakovou a autobusovou dopravu.
Dále jsou zde vedeny linky autobusů 188, 154 a noční linky 901 a 906, a to v úseku mezi ulicemi V Olšinách k nejbližší světelné křižovatce (zastávky Na Hroudě a Staré Strašnice), kde se linky odklánějí ulicí V Korytech. Ze zastávky Nádraží Zahradní Město pokračují jsou vedeny k nejbližší světelné křižovatce a  dále ulicí Na Padesátém autobusové linky 101, 138, 175, 177 a 195.
V létě roku 2014 proběhla rekonstrukce tramvajové tratě, kdy byly vytrhány staré svařované koleje a panelové lože a nahrazeny novými samostatnými betonovými pražci. Ty byly zasypány vrstvou drcených kamenů a zakryty kobercovými trávníky.
24. září byla otevřena vlaková stanice Praha - Zahradní Město na místě mimoúrovňového křížení ulice s železničním koridorem. S tím byla spojená i rekonstrukce křižovatky s ulicí Na Padesátém a zrušení stejnojmenné tramvajové zastávky.

## Stavby
- Průběžná č.p. 1108/77 – stanice profesionálního hasičského záchranného sboru Dopravního podniku hl. m. Prahy.
- Průběžná č.p. 387/41 – bývalá továrna „Václav Horák, továrna přístrojů“, výroba ochranných masek, hasicích přístrojů a dýchacích přístrojů značky Titan; původně vinné sklepy firmy Jílovský a spol.
- Průběžená č.p. 180 – bývalá továrna Pereles a Kolínský, továrna anilínových barev